# Mortonagrion ceylonicum
Mortonagrion ceylonicum – gatunek ważki z rodziny łątkowatych (Coenagrionidae). Występuje endemicznie na Sri Lance.